# Беспокойный (фильм)
«Беспокойный» (фр. Les Intranquilles) — франко-бельгийский художественный фильм режиссёра Жоакима Лафосса с Дамьеном Боннаром и Лейлой Бехти. Премьера состоялась на 74-м Каннском кинофестивале в июле 2021 года. Картина получила ряд номинация на премии «Сезар», «Люмьер» и «Магритт».

## Сюжет
Главный герой фильма, Дамьен, — талантливый художник, который борется с биполярным расстройством. Семья пытается помочь ему.

## В ролях
- Лейла Бехти — Лейла
- Дамьен Боннар — Дамьен
- Патрик Дескамп — Патрик
- Люк Шилтс
- Лариса Фабер

## Релиз и оценки
Фильм был впервые показан на 74-м Каннском кинофестивале в июле 2021 года, в рамках основной программы. Уэнди Айде из Screen Daily назвала «Беспокойного» «качественной картиной, которая исследует неудобную тему деликатно и необычайно глубоко». По мнению Питера Дебрюге из Variety, это «мучительно точный взгляд на сложную семейную проблему».
Позже «Беспокойный» получил две номинации на премию «Сезар», две на премию «Люмьер» и шесть — на премию «Магритт».